# 露比·布里奇斯
露比·尼尔·布里奇斯·霍尔（英語：Ruby Nell Bridges Hall，1954年9月8日—），美国民权运动活动家。她是1960年11月新奥尔良州入学危机的当事人之一，是第一位在路易斯安那州的威廉·弗朗兹初级中学就读的非裔美国人儿童。她的形象亦出现在美国艺术家诺曼·洛克威尔的油画作品《我们共视的难题》中。